# Togo (hond)
Togo (17 oktober 1913 – 5 december 1929) was de leidende sledehond van Leonhard Seppala en zijn hondensledeteam in de "serum run to Nome" in 1925 door centraal en noordelijk Alaska.
Togo was een van de nakomelingen van Seppala's voormalige leidende hond, "Suggen". Hij is vernoemd naar de Japanse admiraal Tōgō Heihachirō. Aanvankelijk zag hij er niet uit alsof hij potentieel had als sledehond. Hij groeide slechts tot ongeveer 48 pond (22 kg) op volwassen leeftijd en had een zwarte, bruine en grijze jas waardoor hij eeuwig vies leek.
Togo was ziek als een jonge puppy en had intensieve voeding nodig van de vrouw van Seppala. Hij was erg brutaal en baldadig, dus gezien als "moeilijk en ondeugend", en liet "alle tekenen zien dat hij een hond delinquent zou worden" volgens een verslaggever. In eerste instantie werd dit gedrag geïnterpreteerd als bewijs dat hij was verwend door de individuele aandacht die hem tijdens zijn ziekte was geschonken. Omdat hij niet geschikt leek om een sledehond te zijn, gaf Seppala hem op 6 maanden oud weg om een hondenhond te zijn.
Na slechts een paar weken als huisdier, sprong Togo door het glas van een gesloten raam en rende enkele kilometers terug naar zijn oorspronkelijke kennel. Deze toewijding aan het team maakte indruk op Seppala, dus probeerde hij hem niet meer weg te geven. Togo bleef echter problemen veroorzaken door uit de kennel te komen toen Seppala het team op loop nam. Hij zou de leidende honden van naderende teams aanvallen, "alsof   ... om de weg vrij te maken voor zijn meester". Op een dag viel hij echter een veel zwaardere malamuteleider aan en werd hij ernstig gewond. Toen hij herstelde, stopte Togo met het aanvallen van de leidende honden van andere teams. Dit zou uiteindelijk een waardevolle vroege ervaring blijken te zijn, omdat het moeilijk was om een geleidehond te leren een brede ligplaats aankomende teams te behouden.
Toen Togo acht maanden oud was, bewees hij zijn waarde als sledehond. Hij was weer achter het team aan gerend en sliep onopgemerkt in de buurt van de hut waar Seppala de nacht doorbracht. De volgende dag zag Seppala hem ver weg in de verte en begreep waarom zijn honden zo gespannen waren. Togo bleef het werk van Seppala bemoeilijken door te proberen met de werkhonden te spelen en hen in "uitvallen naar rendieren" te leiden en hen van het spoor te trekken. Seppala had geen andere keuze dan hem in een harnas te plaatsen om hem te beheersen, en was verrast dat Togo zich onmiddellijk vestigde. Naarmate het punt vorderde, bleef Seppala Togo in de rij bewegen totdat hij aan het eind van de dag de leidende positie met de leidende hond (genaamd "Russky") deelde. Togo had op zijn eerste dag 75 mijl in het tuig gelopen, wat ongehoord was voor een onervaren jonge sledehond, vooral een puppy. Seppala noemde hem een "wonderkind" en voegde later toe dat "ik een leider in de natuur had gevonden, iets dat ik jarenlang had geprobeerd te fokken".
Togo begon met trainen en vervulde na een paar jaar de positie van de leidende hond. Hij werd een van Seppala's meest gekoesterde honden, een hechte en wederzijds voordelige relatie die zou voortduren tot het einde van Togo's leven. Ten tijde van de historische Serum Run was hij 12 jaar oud en was hij al 7 jaar een leidende hond.
Volgens de historicus Earl Aversano herinnerde Seppala zich in 1960 op zijn oude dag: "Ik heb nooit een betere hond gehad dan Togo. Zijn uithoudingsvermogen, loyaliteit en intelligentie konden niet worden verbeterd. Togo was de beste hond die ooit op het Alaska-pad heeft gereisd."
In 1925 werd, als reactie op een epidemie, de eerste partij van 300.240 eenheden difterieserum per trein afgeleverd vanuit Anchorage naar Nenana, waar het werd opgepikt door de eerste van twintig mushers en meer dan honderd honden die het serum doorstonden totaal van 1.085 km naar Nome. 
Togo en Seppala hadden 274 km afgelegd van Nome in drie dagen, en pakten het serum in Shaktoolik op 31 januari. De temperatuur werd geschat op −30° F (−34° C), wat door de kracht van de wind een gevoelstemperatuur van −85° F (−65° C) veroorzaakte. 
De terugreis leidde over het blootgestelde open ijs van de Norton Sound. De nacht en een grondblizzard voorkwamen dat Seppala het pad kon zien, maar Togo navigeerde om 20:00 uur naar het wegrestaurant bij Isaac's Point aan de kust om een zekere dood voor zijn team te voorkomen. Na het reizen van 134 km op een dag sliep het team zes uur voordat het om 02.00 uur verder ging. 
Voor de nacht daalde de temperatuur tot −40° F (−40° C), en de wind nam toe tot 65 mi/h (105 km/h). Het team rende over het ijs, dat uit elkaar viel, terwijl het de kustlijn volgde. Ze keerden terug naar de kust om Little McKinley Mountain over te steken, op 1500 m. klimmen. Na het afdalen naar het volgende wegrestaurant in Golovin gaf Seppala het serum door aan Charlie Olsen, die het op zijn beurt zou doorgeven aan Gunnar Kaasen en Balto. 
Katy Steinmetz schreef in Time Magazine dat “de hond die vaak de eer krijgt om uiteindelijk de stad te redden Balto is, maar hij liep toevallig de laatste etappe van 55 mijl in de race. De sledehond die het leeuwendeel van het werk deed, was Togo. Zijn reis, beladen met witte stormen, was de langste met 200 mijl en omvatte een tocht over gevaarlijk Norton Sound - waar hij zijn team en coureur redde in een moedige duik door ijsschotsen.”
Na de succesvolle serumrun werd de heldhond Balto de beroemdste hond van de run. Tegenwoordig beschouwen veel mushers Balto als de reservehond, omdat het team van Seppala onder leiding van Togo het langste en gevaarlijkste deel aflegde. Ze maakten een rondreis van 365 mijl. 
Onmiddellijk na de estafette ontsnapten Togo en een andere hond van het team om rendieren te achtervolgen en keerden uiteindelijk terug naar hun kennel in Little Creek. Seppala was ontzet dat de kampioen door de pers werd verwaarloosd en zei: "het was bijna meer dan ik kon verdragen toen de krantenhond Balto een standbeeld ontving voor zijn 'glorieuze prestaties'".
In oktober 1926 gingen Seppala, Togo en een team van honden op tournee vanuit Seattle naar Californië ; Seppala en Togo trokken grote menigten in stadions en warenhuizen, en verschenen zelfs in een Lucky Strike-sigarettencampagne. In New York reed Seppala zijn team van de trappen van het stadhuis langs Fifth Avenue en maakte een pas door Central Park. Het team verscheen meerdere keren in Madison Square Garden, dat werd beheerd door Tom Rickard, voorheen uit Nome, en waar Togo een gouden medaille kreeg van Roald Amundsen. 
In New England namen ze deel aan verschillende hondensleeraces tegen lokale Chinooks en wonnen met enorme marges. Seppala verkocht het grootste deel van zijn team aan een lokale kennel. 
In 1928 schreef en publiceerde Elizabeth M. Ricker, uit Poland Spring (Maine) het boek "Togo's Fireside Reflections." Dit nu zeldzame boek heeft de legendarische status van Alaska hondenberijder bereikt. Het is de droom van elke musher om een exemplaar te bezitten ondertekend door Seppala, en de heilige graal van de musher is om een exemplaar te vinden ondertekend door zowel Seppala als Togo. Seppala inktte Togo's poot en hielp Togo enkele boeken te ondertekenen. 
Togo ging met pensioen in Poland Spring, Maine, waar hij op 5 december 1929 op 16-jarige leeftijd werd geëuthanaseerd. De kop in de New York Sun Times de volgende dag was "Dog Hero Rides to His Death" (Salisbury & Salisbury, 2003), en hij werd in veel andere kranten gepubliceerd. Na zijn dood liet Seppala hem op maat opzetten. De opgezette huid was te zien in het Shelburne Museum in Shelburne (Vermont). Alaska-studenten begonnen een brievencampagne om Togo terug te brengen naar Alaska. Vandaag is de opgezette huid te zien in een glazen kast in het Iditarod Trail Sled Dog Race Headquarters-museum in Wasilla, Alaska. Het Peabody Museum of Natural History aan de Yale-universiteit heeft zijn skelet in hun collectie.
Togo's reputatie leverde hem een blijvende bekendheid op. De populaire fictieve speurneus Nancy Drew noemde een verdwaalde terriër naar hem in de roman The Whispering Statue uit 1937. De hond verschijnt in de meeste Nancy Drew-romans. 
Een filmversie over de inspanningen van Togo is geproduceerd door Disney voor hun streamingdienst. Willem Dafoe speelt in de film als Leonhard Seppala, de eigenaar van Togo. De belangrijkste productie van de film liep van 24 september 2018 tot februari 2019 in Calgary.